# Apamea parcata
Apamea parcata är en fjärilsart som beskrevs av Smith 1903. Apamea parcata ingår i släktet Apamea och familjen nattflyn. Inga underarter finns listade i Catalogue of Life.